# Llista de topònims de Cantallops
Llista de topònims (noms propis de lloc) del municipi de Cantallops, a l'Alt Empordà
Informació actualitzada per un bot. Els canvis manuals es perdran quan s'actualitzi!

## casa
| imatge | Nom                             | Ubicat a   | instància de | Detalls                     | coordenades                                                                    | Protecció                                  | Commons (més fotos) | Dades a WD                    |
| ------ | ------------------------------- | ---------- | ------------ | --------------------------- | ------------------------------------------------------------------------------ | ------------------------------------------ | ------------------- | ----------------------------- |
|        | Ca l'Aniol                      | Cantallops | casa         | Estil: arquitectura popular | 42° 24′ 52″ N, 2° 55′ 11″ E / 42.414489°N,2.919777°E                           | bé integrant del patrimoni cultural català |                     | Modifica les dades a Wikidata |
|        | Ca l'Ayats                      | Cantallops | casa         | Estil: arquitectura popular | 42° 25′ 19″ N, 2° 55′ 30″ E / 42.421981°N,2.925006°E                           | bé integrant del patrimoni cultural català |                     | Modifica les dades a Wikidata |
|        | Ca l'Heredia                    | Cantallops | casa         | Estil: arquitectura popular | 42° 25′ 14″ N, 2° 55′ 37″ E / 42.420667°N,2.926892°E                           | bé integrant del patrimoni cultural català |                     | Modifica les dades a Wikidata |
|        | Cal Merot                       | Cantallops | casa         | Estil: arquitectura popular | 42° 25′ 11″ N, 2° 55′ 27″ E / 42.419715°N,2.924292°E ca:Carrer de Figueres, 41 | bé integrant del patrimoni cultural català |                     | Modifica les dades a Wikidata |
|        | Cal Tapier                      | Cantallops | casa         | Estil: arquitectura popular | 42° 25′ 20″ N, 2° 55′ 31″ E / 42.422319°N,2.925316°E ca:Plaça del Fort, 6      | bé integrant del patrimoni cultural català |                     | Modifica les dades a Wikidata |
|        | Can Freixenet                   | Cantallops | casa         | Estil: arquitectura popular | 42° 25′ 19″ N, 2° 55′ 32″ E / 42.421868°N,2.925657°E ca:Plaça del Fort, 2      | bé integrant del patrimoni cultural català |                     | Modifica les dades a Wikidata |
|        | Can Gumbau                      | Cantallops | casa         | Estil: arquitectura popular | 42° 25′ 23″ N, 2° 55′ 31″ E / 42.422994°N,2.9252°E                             | bé integrant del patrimoni cultural català |                     | Modifica les dades a Wikidata |
|        | Can Quim Daviu                  | Cantallops | casa         |                             | 42° 25′ 23″ N, 2° 55′ 32″ E / 42.422996°N,2.925618°E ca:Carrer Escoles, 7      | bé integrant del patrimoni cultural català |                     | Modifica les dades a Wikidata |
|        | Casa de la pujada de l'Església | Cantallops | casa         | Estil: arquitectura popular | 42° 25′ 22″ N, 2° 55′ 30″ E / 42.422716°N,2.925102°E                           | bé integrant del patrimoni cultural català |                     | Modifica les dades a Wikidata |

## dolmen
| imatge | Nom                          | Ubicat a   | instància de | Detalls | coordenades                                                                | Protecció | Commons (més fotos)          | Dades a WD                    |
| ------ | ---------------------------- | ---------- | ------------ | ------- | -------------------------------------------------------------------------- | --------- | ---------------------------- | ----------------------------- |
|        | dolmen de Coma de Gall       | Cantallops | dolmen       |         | 42° 25′ 36″ N, 2° 56′ 55″ E / 42.42675°N,2.9485°E                          |           |                              | Modifica les dades a Wikidata |
|        | dolmen del Coll de Medàs I   | Cantallops | dolmen       |         | 42° 25′ 54″ N, 2° 56′ 27″ E / 42.431722222222°N,2.9409722222222°E 405 msnm |           | Dolmen del Coll de Medàs I   | Modifica les dades a Wikidata |
|        | dolmen del Coll de Medàs II  | Cantallops | dolmen       |         | 42° 25′ 53″ N, 2° 56′ 34″ E / 42.431277777778°N,2.9426666666667°E 405 msnm |           | Dolmen del Coll de Medàs II  | Modifica les dades a Wikidata |
|        | dolmen del Coll de Medàs III | Cantallops | dolmen       |         | 42° 25′ 53″ N, 2° 56′ 31″ E / 42.431277777778°N,2.942°E 405 msnm           |           | Dolmen del Coll de Medàs III | Modifica les dades a Wikidata |
|        | dolmen del Coll de Medàs IV  | Cantallops | dolmen       |         | 42° 25′ 55″ N, 2° 56′ 31″ E / 42.431833333333°N,2.9418888888889°E          |           |                              | Modifica les dades a Wikidata |
|        | dòlmens del Coll del Medàs   | Cantallops | dolmen       |         | 42° 25′ 59″ N, 2° 56′ 20″ E / 42.4330059207°N,2.93898153622158°E           |           |                              | Modifica les dades a Wikidata |

## edifici
| imatge | Nom                         | Ubicat a   | instància de | Detalls                                | coordenades                                                               | Protecció                                  | Commons (més fotos) | Dades a WD                    |
| ------ | --------------------------- | ---------- | ------------ | -------------------------------------- | ------------------------------------------------------------------------- | ------------------------------------------ | ------------------- | ----------------------------- |
|        | Antiga rectoria             | Cantallops | edifici      | Estil: arquitectura popular            | 42° 25′ 18″ N, 2° 55′ 32″ E / 42.421721°N,2.92565°E ca:Carrer Figueres, 1 | bé integrant del patrimoni cultural català |                     | Modifica les dades a Wikidata |
|        | Pallissa del carrer Escoles | Cantallops | edifici      | Estil: arquitectura popular            | 42° 25′ 22″ N, 2° 55′ 34″ E / 42.422775°N,2.92619°E                       | bé integrant del patrimoni cultural català |                     | Modifica les dades a Wikidata |
|        | Societat la Concòrdia       | Cantallops | edifici      | Estil: historicisme arquitectònic 1910 | 42° 25′ 12″ N, 2° 55′ 33″ E / 42.420076°N,2.925768°E ca:Progrès 1         | bé integrant del patrimoni cultural català |                     | Modifica les dades a Wikidata |
|        | Tipologia serrat del Capell | Cantallops | edifici      | Estil: arquitectura popular            | 42° 25′ 22″ N, 2° 55′ 28″ E / 42.42275°N,2.92458°E                        | bé integrant del patrimoni cultural català |                     | Modifica les dades a Wikidata |

## font
| imatge | Nom                | Ubicat a   | instància de | Detalls | coordenades                                                         | Protecció | Commons (més fotos) | Dades a WD                    |
| ------ | ------------------ | ---------- | ------------ | ------- | ------------------------------------------------------------------- | --------- | ------------------- | ----------------------------- |
|        | font d'en Ferreret | Cantallops | font         |         | 42° 26′ 24″ N, 2° 55′ 55″ E / 42.4400806744524°N,2.93197116819243°E |           |                     | Modifica les dades a Wikidata |
|        | font de la Figuera | Cantallops | font         |         | 42° 26′ 21″ N, 2° 54′ 49″ E / 42.4392306801228°N,2.91351518601819°E |           |                     | Modifica les dades a Wikidata |

## masia
| imatge | Nom                | Ubicat a   | instància de | Detalls                                      | coordenades                                                                                     | Protecció                                  | Commons (més fotos) | Dades a WD                    |
| ------ | ------------------ | ---------- | ------------ | -------------------------------------------- | ----------------------------------------------------------------------------------------------- | ------------------------------------------ | ------------------- | ----------------------------- |
|        | Arnés              | Cantallops | masia        |                                              | 42° 24′ 31″ N, 2° 54′ 51″ E / 42.4087459535693°N,2.91428624330286°E                             |                                            |                     | Modifica les dades a Wikidata |
|        | Can Cases          | Cantallops | masia        |                                              | 42° 25′ 34″ N, 2° 55′ 39″ E / 42.4259746313094°N,2.92761021308122°E                             |                                            |                     | Modifica les dades a Wikidata |
|        | Can Liques         | Cantallops | masia        |                                              | 42° 25′ 15″ N, 2° 55′ 37″ E / 42.4207057707141°N,2.92705713873523°E                             |                                            |                     | Modifica les dades a Wikidata |
|        | Can Martí del Mas  | Cantallops | masia        |                                              | 42° 25′ 07″ N, 2° 55′ 26″ E / 42.4185872500739°N,2.92381428713615°E                             |                                            |                     | Modifica les dades a Wikidata |
|        | Can Moles          | Cantallops | masia        |                                              | 42° 25′ 26″ N, 2° 55′ 37″ E / 42.4238938542539°N,2.92699266452177°E                             |                                            |                     | Modifica les dades a Wikidata |
|        | Can Pau            | Cantallops | masia        |                                              | 42° 25′ 06″ N, 2° 54′ 57″ E / 42.4182663566322°N,2.91569537221561°E                             |                                            |                     | Modifica les dades a Wikidata |
|        | Can Pei            | Cantallops | masia        |                                              | 42° 24′ 37″ N, 2° 56′ 36″ E / 42.4103220855939°N,2.94343941323807°E                             |                                            |                     | Modifica les dades a Wikidata |
|        | Can Sobirós        | Cantallops | masia        |                                              | 42° 25′ 34″ N, 2° 55′ 30″ E / 42.4261800251625°N,2.92489914984669°E                             |                                            |                     | Modifica les dades a Wikidata |
|        | Can Sobrepera      | Cantallops | masia        | Estil: arquitectura popular                  | 42° 25′ 29″ N, 2° 55′ 32″ E / 42.424755°N,2.925489°E ca:Camí de Requesens                       | bé integrant del patrimoni cultural català |                     | Modifica les dades a Wikidata |
|        | Can Xiquet         | Cantallops | masia        |                                              | 42° 25′ 11″ N, 2° 55′ 15″ E / 42.4197469389728°N,2.92073768552835°E                             |                                            |                     | Modifica les dades a Wikidata |
|        | Casa d'Abellars    | Cantallops | masia        |                                              | 42° 25′ 49″ N, 2° 54′ 43″ E / 42.4303405263008°N,2.91187405962823°E                             |                                            |                     | Modifica les dades a Wikidata |
|        | Mas Baleta         | Cantallops | masia        |                                              | 42° 24′ 03″ N, 2° 54′ 55″ E / 42.4008213966526°N,2.91529343474595°E                             |                                            |                     | Modifica les dades a Wikidata |
|        | Mas Faig           | Cantallops | masia        |                                              | 42° 23′ 46″ N, 2° 55′ 48″ E / 42.3959950404866°N,2.92994109403815°E                             |                                            |                     | Modifica les dades a Wikidata |
|        | Mas Flequer        | Cantallops | masia        | Estil: arquitectura popular                  | 42° 24′ 22″ N, 2° 56′ 14″ E / 42.406187°N,2.937341°E                                            | bé integrant del patrimoni cultural català |                     | Modifica les dades a Wikidata |
|        | Mas Llobet         | Cantallops | masia        |                                              | 42° 24′ 34″ N, 2° 56′ 18″ E / 42.4093738153296°N,2.93832388194718°E                             |                                            |                     | Modifica les dades a Wikidata |
|        | Mas Petit          | Cantallops | masia        |                                              | 42° 23′ 59″ N, 2° 56′ 18″ E / 42.3995842659491°N,2.93833346997325°E                             |                                            |                     | Modifica les dades a Wikidata |
|        | Mas Tarerac        | Cantallops | masia        |                                              | 42° 24′ 57″ N, 2° 55′ 17″ E / 42.415910826212°N,2.92138668859177°E                              |                                            |                     | Modifica les dades a Wikidata |
|        | Mas de la Corpella | Cantallops | masia        |                                              | 42° 24′ 24″ N, 2° 56′ 45″ E / 42.4066037497696°N,2.94582462295752°E                             |                                            |                     | Modifica les dades a Wikidata |
|        | mas Bell-lloc      | Cantallops | masia        | Estil: arquitectura neoclàssica 18th century | 42° 23′ 28″ N, 2° 56′ 29″ E / 42.391167°N,2.941426°E ca:A 3,8 km al sud-oest del poble 135 msnm | bé integrant del patrimoni cultural català | Mas Bell-lloc       | Modifica les dades a Wikidata |

## molí d'aigua
| imatge | Nom                   | Ubicat a   | instància de | Detalls                     | coordenades                                                                           | Protecció                                  | Commons (més fotos) | Dades a WD                    |
| ------ | --------------------- | ---------- | ------------ | --------------------------- | ------------------------------------------------------------------------------------- | ------------------------------------------ | ------------------- | ----------------------------- |
|        | Molí de Can Sobrepera | Cantallops | molí d'aigua | Estil: arquitectura popular | 42° 25′ 28″ N, 2° 55′ 31″ E / 42.424562°N,2.925343°E ca:Sota el pont de Can Sobrepera | bé integrant del patrimoni cultural català |                     | Modifica les dades a Wikidata |
|        | el Molí               | Cantallops | molí d'aigua |                             | 42° 25′ 19″ N, 2° 56′ 17″ E / 42.4220091718334°N,2.9381777905506°E                    |                                            |                     | Modifica les dades a Wikidata |

## muntanya
| imatge | Nom                | Ubicat a                         | instància de | Detalls | coordenades                                                         | Protecció | Commons (més fotos) | Dades a WD                    |
| ------ | ------------------ | -------------------------------- | ------------ | ------- | ------------------------------------------------------------------- | --------- | ------------------- | ----------------------------- |
|        | Coma de Remers     | Sant Climent Sescebes Cantallops | muntanya     |         | 42° 25′ 04″ N, 2° 56′ 58″ E / 42.41765111°N,2.9495°E 295.5 msnm     |           |                     | Modifica les dades a Wikidata |
|        | Puig Rodó          | Cantallops                       | muntanya     |         | 42° 25′ 51″ N, 2° 56′ 42″ E / 42.43074444°N,2.94510833°E 430.8 msnm |           |                     | Modifica les dades a Wikidata |
|        | Puig de la Costa   | Cantallops                       | muntanya     |         | 42° 24′ 21″ N, 2° 55′ 45″ E / 42.40569722°N,2.92911944°E 199.8 msnm |           |                     | Modifica les dades a Wikidata |
|        | Puig de les Canals | la Jonquera Cantallops           | muntanya     |         | 42° 27′ 09″ N, 2° 55′ 04″ E / 42.45249333°N,2.91780611°E 882.8 msnm |           |                     | Modifica les dades a Wikidata |
|        | Puig dels Falguers | la Jonquera Cantallops           | muntanya     |         | 42° 26′ 11″ N, 2° 54′ 06″ E / 42.4363°N,2.90166°E 761.2 msnm        |           |                     | Modifica les dades a Wikidata |
|        | Roc de les Cols    | la Jonquera Cantallops           | muntanya     |         | 42° 27′ 02″ N, 2° 55′ 09″ E / 42.45063°N,2.91911389°E 898 msnm      |           |                     | Modifica les dades a Wikidata |
|        | el Forcadell       | Cantallops                       | muntanya     |         | 42° 26′ 02″ N, 2° 56′ 00″ E / 42.433916°N,2.933328°E 507.5 msnm     |           |                     | Modifica les dades a Wikidata |
|        | la Barbota         | la Jonquera Cantallops           | muntanya     |         | 42° 26′ 20″ N, 2° 54′ 08″ E / 42.439°N,2.90221°E 778.8 msnm         |           |                     | Modifica les dades a Wikidata |

## pont
| imatge | Nom                    | Ubicat a   | instància de | Detalls                     | coordenades                                                         | Protecció                                  | Commons (més fotos) | Dades a WD                    |
| ------ | ---------------------- | ---------- | ------------ | --------------------------- | ------------------------------------------------------------------- | ------------------------------------------ | ------------------- | ----------------------------- |
|        | Pas de Bell-lloc       | Cantallops | pont         |                             | 42° 23′ 20″ N, 2° 56′ 31″ E / 42.3889410518506°N,2.94203718072206°E |                                            |                     | Modifica les dades a Wikidata |
|        | Pas de les Bigues      | Cantallops | pont         |                             | 42° 25′ 59″ N, 2° 55′ 34″ E / 42.4330524586513°N,2.92622827073572°E |                                            |                     | Modifica les dades a Wikidata |
|        | Pas del Viell          | Cantallops | pont         |                             | 42° 24′ 35″ N, 2° 56′ 16″ E / 42.4098238799708°N,2.93788593245228°E |                                            |                     | Modifica les dades a Wikidata |
|        | Pont Vell              | Cantallops | pont         |                             | 42° 25′ 11″ N, 2° 55′ 03″ E / 42.4197176661133°N,2.91754097684921°E |                                            |                     | Modifica les dades a Wikidata |
|        | Pont de Can Quim Daviu | Cantallops | pont         | Estil: arquitectura popular | 42° 25′ 22″ N, 2° 55′ 32″ E / 42.42282°N,2.925509°E                 | bé integrant del patrimoni cultural català |                     | Modifica les dades a Wikidata |
|        | Pont de Can Sobrepera  | Cantallops | pont         |                             | 42° 25′ 29″ N, 2° 55′ 31″ E / 42.4246041439152°N,2.92515630401785°E |                                            |                     | Modifica les dades a Wikidata |

## serra
| imatge | Nom                 | Ubicat a                         | instància de | Detalls | coordenades                                                         | Protecció | Commons (més fotos) | Dades a WD                    |
| ------ | ------------------- | -------------------------------- | ------------ | ------- | ------------------------------------------------------------------- | --------- | ------------------- | ----------------------------- |
|        | les Serres          | Cantallops Sant Climent Sescebes | serra        |         | 42° 24′ 44″ N, 2° 57′ 10″ E / 42.41221111°N,2.95290833°E 295.5 msnm |           |                     | Modifica les dades a Wikidata |
|        | serra de la Sureda  | Cantallops la Jonquera           | serra        |         | 42° 25′ 39″ N, 2° 54′ 13″ E / 42.4275°N,2.90348°E 761.2 msnm        |           |                     | Modifica les dades a Wikidata |
|        | serra de les Canals | Cantallops                       | serra        |         | 42° 26′ 51″ N, 2° 54′ 55″ E / 42.4475°N,2.91525°E 898 msnm          |           |                     | Modifica les dades a Wikidata |

## zona humida
| imatge | Nom                           | Ubicat a   | instància de     | Detalls | coordenades                                       | Protecció | Commons (més fotos) | Dades a WD                    |
| ------ | ----------------------------- | ---------- | ---------------- | ------- | ------------------------------------------------- | --------- | ------------------- | ----------------------------- |
|        | Bassa de la Serra del Sopluig | Cantallops | zona humida      |         | 42° 23′ 53″ N, 2° 56′ 42″ E / 42.3981°N,2.94511°E |           |                     | Modifica les dades a Wikidata |
|        | bassa del Mas Faig            | Cantallops | zona humida      |         | 42° 23′ 50″ N, 2° 56′ 15″ E / 42.3972°N,2.9375°E  |           |                     | Modifica les dades a Wikidata |
|        | estany Martí                  | Cantallops | zona humida llac |         | 42° 23′ 54″ N, 2° 55′ 43″ E / 42.3982°N,2.9285°E  |           |                     | Modifica les dades a Wikidata |
|        | estany d'en Parú              | Cantallops | zona humida      |         | 42° 24′ 10″ N, 2° 55′ 50″ E / 42.4028°N,2.93042°E |           |                     | Modifica les dades a Wikidata |
|        | estany de les Moles           | Cantallops | zona humida      |         | 42° 23′ 33″ N, 2° 56′ 06″ E / 42.3926°N,2.93507°E |           |                     | Modifica les dades a Wikidata |

## Misc
| imatge | Nom                             | Ubicat a                                                                                                  | instància de                                                                   | Detalls                        | coordenades                                                                               | Protecció                                            | Commons (més fotos)       | Dades a WD                    |
| ------ | ------------------------------- | --- | ------------------------------------------------------------------------------ | ------------------------------ | ----------------------------------------------------------------------------------------- | ---------------------------------------------------- | ------------------------- | ----------------------------- |
|        | Cantallops                      | Cantallops                                                                                                | entitat singular de població ens local històric de Catalunya capital municipal | 346 hab                        | 42° 25′ 20″ N, 2° 55′ 31″ E / 42.42216°N,2.92524°E 204 msnm                               |                                                      |                           | Modifica les dades a Wikidata |
|        | Castell de Cantallops           | Cantallops                                                                                                | castell                                                                        | Estil: arquitectura popular    | 42° 25′ 21″ N, 2° 55′ 30″ E / 42.4225°N,2.925°E ca:Carrer dels Avalls, darrera l'església | bé d'interès cultural bé cultural d'interès nacional | Castell de Cantallops     | Modifica les dades a Wikidata |
|        | Coll de Medàs                   | la Jonquera Cantallops                                                                                    | collada                                                                        |                                | 42° 25′ 54″ N, 2° 56′ 30″ E / 42.431611111111°N,2.9416944444444°E 392 msnm                |                                                      |                           | Modifica les dades a Wikidata |
|        | Massís de l'Albera              | Vilamaniscle Cantallops Colera Espolla Garriguella la Jonquera Llançà Portbou Rabós Sant Climent Sescebes | Pla d'Espais d'Interès Natural àrea protegida                                  | 1992 Superfície: 16378.90093ha |                                                                                           |                                                      |                           | Modifica les dades a Wikidata |
|        | Menhir de les Llines            | Cantallops                                                                                                | menhir                                                                         |                                | 42° 23′ 58″ N, 2° 55′ 52″ E / 42.399427°N,2.931237°E                                      |                                                      |                           | Modifica les dades a Wikidata |
|        | Pou del Torrentell              | Cantallops                                                                                                | pou                                                                            | Estil: arquitectura popular    | 42° 25′ 23″ N, 2° 55′ 28″ E / 42.423148°N,2.92433°E                                       | bé integrant del patrimoni cultural català           |                           | Modifica les dades a Wikidata |
|        | Sant Esteve de Cantallops       | Cantallops                                                                                                | església                                                                       | Estil: arquitectura romànica   | 42° 25′ 21″ N, 2° 55′ 31″ E / 42.4226°N,2.9253°E                                          | bé integrant del patrimoni cultural català           | Sant Esteve de Cantallops | Modifica les dades a Wikidata |
|        | casa consistorial de Cantallops | Cantallops                                                                                                | casa consistorial                                                              |                                | 42° 25′ 22″ N, 2° 55′ 36″ E / 42.4226984°N,2.9265658°E                                    |                                                      |                           | Modifica les dades a Wikidata |
|        | cementiri de Cantallops         | Cantallops                                                                                                | cementiri                                                                      | Estil: arquitectura popular    | 42° 25′ 27″ N, 2° 55′ 12″ E / 42.424037°N,2.920135°E                                      | bé integrant del patrimoni cultural català           |                           | Modifica les dades a Wikidata |
|        | creu de terme                   | Cantallops                                                                                                | creu de terme                                                                  | Estil: arquitectura popular    | 42° 25′ 05″ N, 2° 55′ 21″ E / 42.41794°N,2.922556°E                                       | bé integrant del patrimoni cultural català           |                           | Modifica les dades a Wikidata |
|        | les Pedreres                    | Cantallops                                                                                                | pedrera                                                                        |                                | 42° 25′ 16″ N, 2° 54′ 39″ E / 42.4212255830986°N,2.9107442346402°E                        |                                                      |                           | Modifica les dades a Wikidata |
|        | les Porqueres                   | Cantallops                                                                                                | granja                                                                         |                                | 42° 25′ 20″ N, 2° 56′ 22″ E / 42.4223251206727°N,2.93956319919133°E                       |                                                      |                           | Modifica les dades a Wikidata |